# 歯並びコーディネーター
歯並びコーディネーター（はならびコーディネーター）とは、日本成人矯正歯科学会（JAAO）が認定する歯科医療従事者に対するの専門資格である。

## 概要
良い歯並びの知識の普及と適切な指導が出来る人材の養成を行うために、2007年に設立された。他の歯科系資格と異なり、日本成人矯正歯科学会の非会員でも、また歯科医師や歯科衛生士などの有資格者でなくても、意欲ある助手や受付などのスタッフなどの歯科医療関係者にも受験資格があることが特徴である。

## 資格
- 歯科治療で改善される歯並び、歯並びと顔貌の関係、カウンセリング方法などの5時間程度の講習後、50分の試験を受ける[1][3]。
- 合格者には認定証と認定バッジが授与される[3]。